# Periopticochaeta pendula
Periopticochaeta pendula är en tvåvingeart som beskrevs av Townsend 1927. Periopticochaeta pendula ingår i släktet Periopticochaeta och familjen parasitflugor. Inga underarter finns listade i Catalogue of Life.